# Invasion extraterrestre

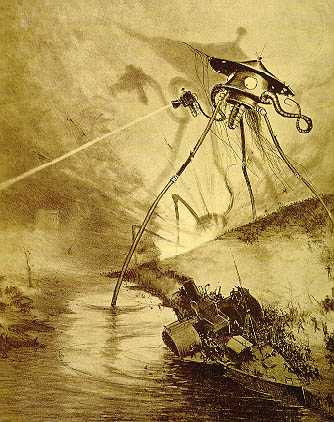
Des aliens de Mars lancent une invasion de la Terre dans La Guerre des mondes de H. G. Wells, comme illustré par Henrique Alvim Corrêa en 1906.

L'invasion alien ou invasion spatiale est un élément courant dans les histoires et films de science-fiction, dans lequel des formes de vie extraterrestres envahissent la Terre pour exterminer et supplanter la vie humaine, l'asservir, récolter les gens comme nourriture, voler les ressources de la planète, ou détruire entièrement la planète. Elle peut être considérée comme un sous-genre de science-fiction de la littérature d'invasion (en), développé par le roman fondateur d'invasion alien de H. G. Wells La Guerre des mondes, et constitue un type de science-fiction de « premier contact ».
Les experts considèrent que les perspectives d'une invasion réelle de la Terre par des extraterrestres sont extrêmement improbables, en raison du coût énorme en temps et en ressources.

## Origines
En 1898, Wells publia La Guerre des mondes, dépeignant l'invasion de l'Angleterre victorienne par des Martiens équipés d'armements avancés. Elle est maintenant considérée comme l'histoire d'invasion alien fondatrice et Wells est crédité d'avoir établi plusieurs thèmes extraterrestres qui furent plus tard grandement développés par les écrivains de science-fiction au XXe siècle, incluant le premier contact et la guerre entre planètes et leurs espèces différentes. Cependant, il y eut des histoires publiées antérieurement d'aliens et d'invasion alien, comme le roman de 1892 The Germ Growers du pasteur australien Robert Potter, qui décrit une invasion secrète par des aliens qui prennent l'apparence d'êtres humains et tentent de développer une maladie virulente pour aider leurs plans de conquête mondiale. Le roman de Potter ne fut pas largement lu.
Wells avait déjà proposé une autre issue pour le récit d'invasion extraterrestre dans La Guerre des mondes. Lorsque le Narrateur rencontre l'artilleur pour la seconde fois, ce dernier imagine un avenir où l'humanité, cachée dans les souterrains et les tunnels, mène une guerre de guérilla contre les Martiens pendant des générations, et finit par détruire les envahisseurs et reprendre la Terre après avoir appris à reproduire la technologie d'armement martienne.
Six semaines après la publication du roman, le journal The Boston Post publia un autre récit d'invasion extraterrestre, une suite non autorisée de La Guerre des mondes, qui renversait la situation au détriment des envahisseurs. Edison à la conquête de Mars (en) fut écrit par Garrett P. Serviss (en), qui décrivait le célèbre inventeur Thomas Edison menant une contre-attaque contre les envahisseurs sur leur territoire d'origine. Bien qu'il s'agisse en réalité d'une suite de Fighters from Mars (en), une réimpression révisée et non autorisée de La Guerre des mondes, les deux œuvres furent d'abord publiées dans The Boston Post en 1898.
La Guerre des mondes fut rééditée aux États-Unis en 1927, un an après que l'Âge d'or de la science-fiction eut été inauguré par Hugo Gernsback dans Amazing Stories. John W. Campbell, autre éditeur clé de l'époque et auteur occasionnel de nouvelles, publia plusieurs récits d'invasion extraterrestre dans les années 1930. De nombreux écrivains de science-fiction renommés devaient suivre, notamment Isaac Asimov, Arthur C. Clarke, Clifford D. Simak, ainsi que Robert A. Heinlein qui écrivit Marionnettes humaines en 1951.

## Variations

### Infiltration extraterrestre
Il s'agit d'une variation familière du thème de l'invasion extraterrestre. Dans le scénario d'infiltration, les envahisseurs adoptent généralement une forme humaine et peuvent circuler librement dans la société humaine, allant même jusqu'à prendre le contrôle de postes de commandement. L'objectif peut être soit de conquérir le monde entier par infiltration (L'Invasion des profanateurs de sépultures), soit de servir d'éclaireurs avancés chargés d'« assouplir » la Terre en préparation d'une invasion à grande échelle par l'armée conventionnelle des extraterrestres (First Wave). Ce type d'invasion reflétait les peurs communes du public américain durant la guerre froide, particulièrement la crainte d'une infiltration par des agents communistes. La théorie du complot reptilien prétend qu'une infiltration extraterrestre secrète se déroule déjà actuellement.

### Invasion extraterrestre bénéfique

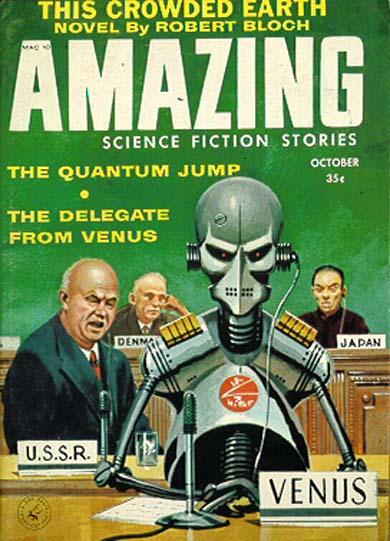
Dans la nouvelle de Henry Slesar de 1958 The Delegate from Venus, un robot extraterrestre avertit que la Terre sera détruite si ses habitants n'apprennent pas à vivre en paix.

Ce thème a également été exploré dans la fiction à de rares occasions. Dans ce type de récit, les envahisseurs, dans une sorte de fardeau du petit homme gris/vert, colonisent la planète dans un effort pour répandre leur culture et « civiliser » les habitants indigènes « barbares », ou observent secrètement les Terriens et les aident en les sauvant d'eux-mêmes. Le premier thème partage de nombreux traits avec la fiction d'occupation hostile, mais les envahisseurs tendent à considérer les peuples occupés comme des étudiants ou des égaux plutôt que comme des sujets et des esclaves. Le second thème de l'observateur secret relève d'une approche paternaliste/maternaliste. Dans cette fiction, les extraterrestres interviennent dans les affaires humaines pour empêcher l'humanité de s'autodétruire, comme Klaatu et Gort dans Le Jour où la Terre s'arrêta qui avertissent les dirigeants de la Terre d'abandonner leurs habitudes belliqueuses et de rejoindre les autres civilisations spatiales, sous peine de s'autodétruire ou d'être détruits par leur union interstellaire. D'autres exemples d'invasion extraterrestre bénéfique incluent le film de Gene Roddenberry The Questor Tapes (en) (1974) et son épisode de Star Trek « Mission : Terre » (1968) ; Les Enfants d'Icare d'Arthur C. Clarke, la série de romans (plus tard adaptée en anime) Crest of the Stars, le film Premier Contact (2016), et la série de livres Univers du cycle de l'Élévation de David Brin.

### Invasion humaine

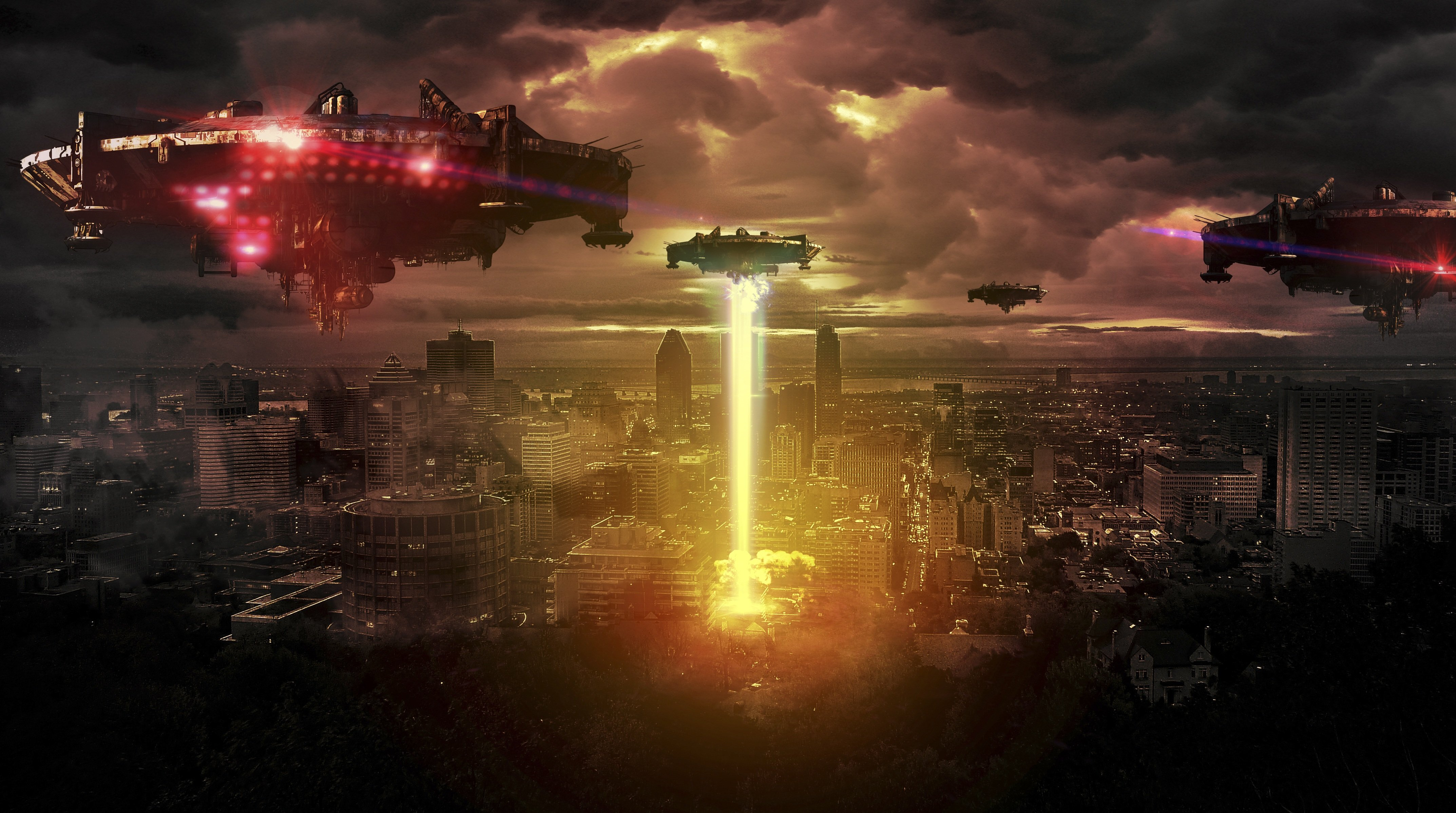
Illustration de la façon dont les invasions extraterrestres sont souvent représentées dans la culture populaire contemporaine, notamment dans les films de science-fiction modernes

Un trope similaire dépeint les humains dans le rôle des envahisseurs « extraterrestres », où les humains sont ceux qui envahissent ou attaquent des formes de vie extraterrestres. Les exemples incluent la nouvelle Sentry (1954) (dans laquelle les « extraterrestres » décrits sont, à la fin, révélés être des humains), le jeu vidéo Phantasy Star II (1989), Chroniques martiennes de Ray Bradbury, l'Imperium of Man dans l'univers Warhammer 40,000, Invaders from Earth de Robert Silverberg, La Stratégie Ender d'Orson Scott Card, et les films Battle for Terra (2007), Planet 51 (2009), et Avatar (2009).

## Faisabilité
Seth Shostak, astronome principal au Search for Extraterrestrial Intelligence (SETI), considère qu'une invasion extraterrestre de la Terre est improbable pour plusieurs raisons. Il estime que toutes les ressources disponibles sur Terre peuvent être trouvées sur leur planète d'origine, ou qu'il serait plus facile de les localiser ou de les créer chez eux. Il croit également que, si une vie extraterrestre devait entrer en contact avec la Terre, cela se ferait d'abord par l'intermédiaire de robots plutôt que par les extraterrestres eux-mêmes. David Morrison (astrophysicien) (en), directeur de l'espace au NASA-Ames Research Center, soutient que le premier contact se ferait sous la forme d'une communication radio plutôt que d'une visite.